# Hamlet (film 1955)
Hamlet è un film del 1955 diretto da Alf Sjöberg.